# قوم‌داغ
قوم‌داغ (به ترکمنی: Gumdag، قوُم‌داغ) شهری در جنوب‌غربی ترکمنستان است. این شهر در جنوب بلخان‌آباد واقع شده است.
این شهر، در ۹ نوامبر ۲۰۲۲، استقلال خویش به عنوان شهر هم‌درجه شهرستان را از دست داد، و تحت مدیریت شهر بلخان‌آباد قرار گرفت.